# Margaret Lee
Margaret Lee (Wolverhampton, 4 de agosto de 1943-Londres, 24 de abril de 2024) fue una actriz británica, popular por su participación en el cine italiano en las décadas de 1960 y 1970.

## Carrera
La belleza y el talento de Lee llamaron la atención del productor cinematográfico internacional Harry Alan Towers, quien otorgó a Lee un reconocimiento más amplio al otorgarle papeles prominentes en varias de sus producciones de reparto de estrellas; comenzando con el thriller británico Circus of Fear (1966), dirigido por John Llewellyn Moxey. Towers también incluyó a Lee en la comedia de espías Our Man in Marrakesh (1966), dirigida por Don Sharp; la película de acción Five Golden Dragons (1967), dirigida por Jeremy Summers; los thrillers Venus in Furs (1969) y The Bloody Judge (1970), ambos dirigidos por Jesús Franco; y finalmente en Dorian Gray (1970), dirigida por Massimo Dallamano.
Coestrella de Lee en Circus of Fear, Five Golden Dragons, Coplan Saves His Skin y Venus in Furs fue el famoso actor alemán Klaus Kinski (quien también fue un habitual en las producciones de Harry Alan Towers). La pareja de Lee y Kinski demostraría ser muy popular entre los asistentes al cine, especialmente en Italia, por lo que continuaron actuando juntos hasta principios de los años 1970, apareciendo en un total de 12 películas juntos. Fuera de su trabajo para Towers, Lee no apareció en ninguna otra película internacional, pero en 1972 fue invitada a formar parte del elenco de la serie de televisión británica The Protectors, en el episodio "The Numbers Game". Su última aparición en el cine ocurrió en la película italiana Stangata napoletana de 1983.